# Gastronomía íbera
La gastronomía íbera es la que tenían los diferentes pueblos iberos que vivían, al menos desde el siglo vi a.c, en la costa oriental de la península ibérica, o más precisamente, en la zona costera que va del sur del Languedoc hasta Alicante, que penetra en el interior por el valle del Ebro, por el valle del Segura y por el valle alto del Guadalquivir .

## Ingredientes básicos utilizados
En cuanto a vegetales, los iberos conocían cereales como el trigo, la escanda, la avena, la cebada o el mijo ; legumbres como las lentejas, las habas o los garbanzos ; frutas como la manzana, el higo, la granada, la mora, la nuez, la almendra y la avellana ; plantas como el diente de león, el espárrago salvaje y la zanahoria también salvaje; y condimentos como el ajo y las hierbas aromáticas ( romero, tomillo, etc. ).
Comían carne de animales muy variados que bien criaban o cazaban, además de pescados de río y de agua salada, marisco y también caracoles y tortugas . Otros productos que comían de origen animal eran la miel, la leche y los huevos, por ejemplo.
Entre los animales que consideraban comestibles estaba el caballo y, como en la antigua China, el perro, además del cordero, cabrito, cerdo, pollo, etc. De entre los animales de cacería destacan los entonces abundantes conejos (que dieron nombre a la palabra Hispania, precisamente, que significa 'tierra de conejos'), aves de todo tipo, incluyendo urracas y cuervos, y otros animales como el ciervo y el jabalí, pero también oso, lince (que era más abundante), tejón y gato salvaje, que se continuó comiendo hasta el siglo xv.
Pescaban y comían todo tipo de peces de río: anguilas, barbos, bagres, etc. y una gran variedad de pescado, como pagel, besugo, dorada, lubina, caballa, atún, etc. y también marisco como murex, coquinas, mejillones, chirlas, lapas, vieiras, ostras rojas, etc.

## Productos elaborados
Como cultivaban diversas clases de cereales en grandes cantidades, en especial trigo y cebada, y almacenaban el grano, en forma de pan y harinas, en silos excavados en el suelo. La gran capacidad de estos hallazgos en el Ampurdán —en Puig Castellar (Pontós), Alto Ampurdán- hace pensar que seguramente utilizaban los cereales para intercambiar otros productos con los griegos en Ampurias . También los utilizaban para elaborar cerveza, la bebida que más consumían.
Se conoce que con la leche ya hacían mantequilla y queso, y que griegos y cartagineses consumían y apreciaban los quesos elaborados en Menorca. Los íberos conocían la sal y hacían conservas en salmuera . También secaban y ahumaban alimentos, de hecho sus embutidos y jamones eran alabados por los romanos:
«Cerretana mihi fiat velo misa licebit / de Menapis; lauti de petasone roran» ('Que me sirvan el jamón del país de los ceretanos [la Cerdaña ], y que los desganados devoren el muslo deshuesado del país de menapis [la actual Irlanda ]).
Es posible que el comercio con Ampurias y el contacto con los griegos fue el que les impulsó a cultivar viñedos, para elaborar vino, que después vendían también a los fenicios, y otros productos que los griegos consideraban importantes, como el olivo o el almendro. Los romanos, por su parte, les alentarían más tarde a seguir produciendo pescado en salazón y lucanica, un embutido que más tarde se convertiría en el salchichón.

## Cocina
Conocían prácticamente todas las técnicas culinarias consideradas básicas hoy en día: con los ingredientes mencionados hacían caldos y sopas y hacían pucheros hirviendo alimentos, como la tradicional ollada de levante.

## Socialización de la comida
La comida se comía con los dedos, por lo que la comida ya debía estar convenientemente cortada cuando era presentada en la mesa. Las sopas y preparaciones líquidas se tomaban con cuchara. Ya en esta época la comida era un acto social de compañerismo y hermandad, y se sabe que por ejemplo celebraban importantes convites rituales.